# Angel Smalls
Angel Smalls (Cupertino, California; 11 de diciembre de 1993) es una actriz pornográfica y modelo erótica estadounidense.

## Biografía
Angel Smalls, nombre artístico, nació en la pequeña localidad de Cupertino, ubicada en el condado de Santa Clara (California). No se tiene mucha información sobre su biografía anterior a 2015, cuando a mediados de ese año debutó como actriz pornográfica a los 22 años. Su primera escena fue una de chico/chica para la productora web Team Skeet.
Como actriz ha trabajado para productoras como Tushy, Le Wood Productions, Evil Angel, ATK, Lethal Hardcore, Vision Films, Zero Tolerance, Blacked, Hard X, New Sensations, Sweetheart Video, Girlfriends Films, Brazzers o Reality Kings, entre otras.
En 2018 recibió sus primeras nominaciones en el circuito de premios de la industria. En los Premios AVN recibió dos nominaciones en las categorías de Mejor escena de doble penetración por Young and Glamorous 9 y de Mejor escena de sexo en realidad virtual por Let's Be Porn Stars.
Logró una nominación en los Premios XBIZ en la categoría de Mejor escena de sexo en realidad virtual por Cutie Pie Cream Pie. Ese mismo año resultó ganadora de la primera edición de la categoría Mejor escena de sexo en película tabú por la película My Big Black Stepbrother.
Ha aparecido en más de 360 películas como actriz.
Algunas películas de su filmografía son Analized, Butt Naked In Nature 2, DP Cuties, Fantasy Solos 15, Guess Who Gets The Cum, Her 1st Interracial, Kittens and Cougars 12, Lesbian Analingus 11, Mom Knows Best 2, Petite Amateurs 10, She's So Small 10 o Teen Squirters.

## Premios y nominaciones
| Año  | Ceremonia                   | Resultado | Premio                                          | Trabajo                  |
| ---- | --------------------------- | --------- | ----------------------------------------------- | ------------------------ |
| 2016 | Spank Bank Awards           | Nominada  | Born To Hand Job                                | —                        |
| 2016 | Spank Bank Awards           | Nominada  | Most Luxurious Labia                            | —                        |
| 2017 | Premios AVN                 | Nominada  | Premio fan: Debutante más caliente              | —                        |
| 2017 | Spank Bank Awards           | Nominada  | Airtight Angel of the Year                      | —                        |
| 2017 | Spank Bank Awards           | Nominada  | BBC Slut of the Year                            | —                        |
| 2017 | Spank Bank Awards           | Nominada  | Best 'Come Fuck Me' Eyes                        | —                        |
| 2017 | Spank Bank Awards           | Ganadora  | Best 'O' Face                                   | —                        |
| 2017 | Spank Bank Awards           | Ganadora  | Dirty Little Slut of the Year                   | —                        |
| 2017 | Spank Bank Awards           | Nominada  | DP Dynamo of the Year                           | —                        |
| 2017 | Spank Bank Awards           | Nominada  | Fun Sized Fuck Toy                              | —                        |
| 2017 | Spank Bank Awards           | Nominada  | Gangbanged Girl of the Year                     | —                        |
| 2017 | Spank Bank Awards           | Nominada  | Most Adorable Slut                              | —                        |
| 2017 | Spank Bank Awards           | Nominada  | Most Energetic Fuck Bunny                       | —                        |
| 2017 | Spank Bank Awards           | Ganadora  | My (Wet) Dream Girl                             | —                        |
| 2017 | Spank Bank Awards           | Nominada  | Smooth As Silk                                  | —                        |
| 2017 | Spank Bank Technical Awards | Ganadora  | Best 'Little Spoon' Cuddling Partner            | —                        |
| 2017 | Spank Bank Technical Awards | Ganadora  | Naked 95 % Of Her Free Time                     | —                        |
| 2018 | Premios AVN                 | Nominada  | Mejor escena de doble penetración               | Young and Glamorous 9    |
| 2018 | Premios AVN                 | Nominada  | Mejor escena de sexo en realidad virtual        | Let's Be Porn Stars      |
| 2018 | Spank Bank Awards           | Nominada  | Amazing Anal Artist of the Year                 | —                        |
| 2018 | Spank Bank Awards           | Nominada  | Beautiful Blonde of the Year                    | —                        |
| 2018 | Spank Bank Awards           | Nominada  | Best Spitter / Drooler                          | —                        |
| 2018 | Spank Bank Awards           | Ganadora  | DP Dynamo of the Year                           | —                        |
| 2018 | Spank Bank Awards           | Nominada  | Gangbanged Girl of the Year                     | —                        |
| 2018 | Spank Bank Awards           | Nominada  | Most Adorable Sexual Deviant                    | —                        |
| 2018 | Spank Bank Awards           | Nominada  | Most Luscious Labia                             | —                        |
| 2018 | Spank Bank Awards           | Nominada  | My (Wet) Dream Girl                             | —                        |
| 2018 | Spank Bank Awards           | Nominada  | The Dirtiest Player in the Game                 | —                        |
| 2018 | Spank Bank Awards           | Ganadora  | The Most Spanked To Girl of the Year            | —                        |
| 2018 | Spank Bank Technical Awards | Ganadora  | Pound-For-Pound Rough Sex Champion of the World | —                        |
| 2018 | Premios XBIZ                | Ganadora  | Mejor escena de sexo en película tabú           | My Big Black Stepbrother |
| 2018 | Premios XBIZ                | Nominada  | Mejor escena de sexo en realidad virtual        | Cutie Pie Cream Pie      |